# Boiga cynodon
Boiga cynodon är en ormart som beskrevs 1827 av Friedrich Boie. Arten ingår i släktet Boiga och familjen snokar. Inga underarter finns listade.

## Utbredning
Arten förekommer på södra Malackahalvön, Borneo, Sumatra, Java och i Filippinerna samt på flera mindre öar i regionen. 

## Ekologi
Den lever på låglandet och i kuperade områden upp till 600 meter över havet. Habitatet varierar mellan olika slags skogar, trädodlingar, trädgårdar och parker i samhällen.
Boiga cynodon klättrar i träd och jagar olika mindre ryggradsdjur. I skogsmiljö vistas ormen ofta i trädens högsta delar. Den är också vanlig på grenar av träd och buskar ovanför vattendrag.

## Status och hot
IUCN kategoriserar arten globalt som livskraftig.

## Bildgalleri

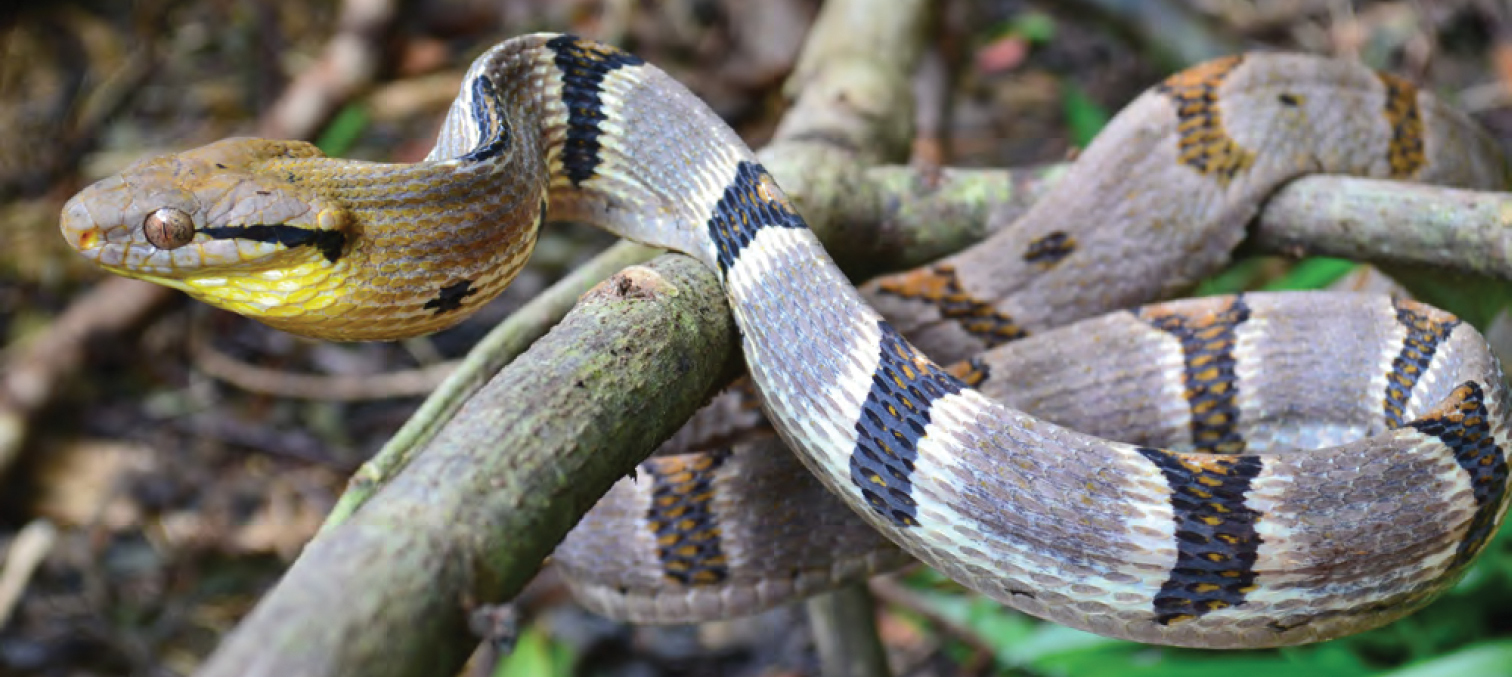
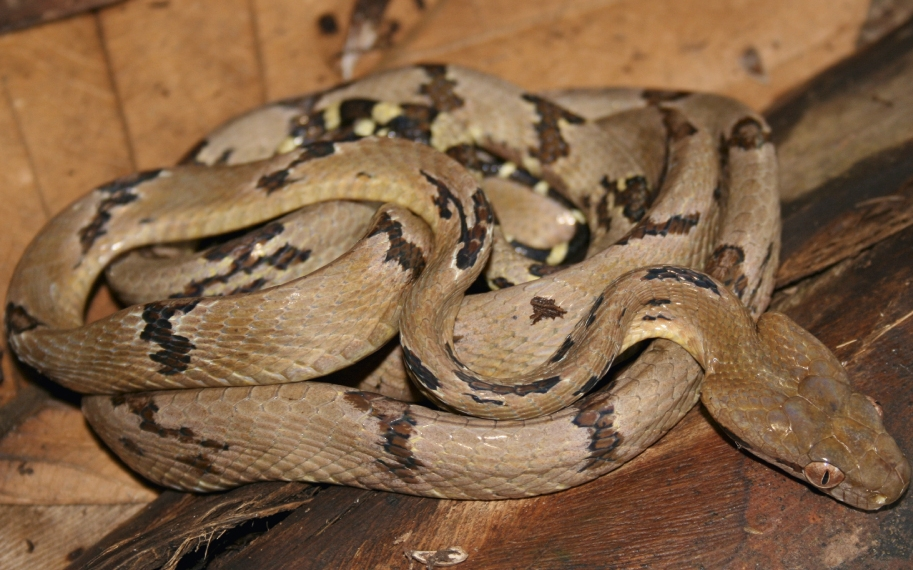